# Pandiaka polystachya
Pandiaka polystachya är en amarantväxtart som beskrevs av Karl Suessenguth. Pandiaka polystachya ingår i släktet Pandiaka och familjen amarantväxter. Utöver nominatformen finns också underarten P. p. incana.